# Stoned Soul Picnic
Stoned Soul Picnic è il terzo album in studio del gruppo pop statunitense The 5th Dimension, pubblicato nel 1968.

## Tracce
1. Sweet Blindness (Laura Nyro) – 3:27
2. It'll Never Be the Same Again (Jeff Comanor) – 3:08
3. The Sailboat Song (Comanor) – 2:52
4. It's a Great Life (McReynolds, O'Hara) – 3:08
5. Stoned Soul Picnic (Nyro) – 3:30
6. California Soul (Nickolas Ashford, Valerie Simpson) – 3:16
7. Lovin' Stew (Jules Alexander, Comanor) – 2:51
8. Broken Wing Bird (Bob Alcivar, McKinney) – 2:41
9. Good News (Addrisi Brothers) – 2:37
10. Bobbie's Blues (Who Do You Think of?) (Comanor) – 3:18
11. The Eleventh Song (What a Groovy Day!) (Jimmy Webb) – 2:26
12. East of Java (Frank Unzueta) (Bonus track) – 3:06